# جيمس تورنر (سياسي أمريكي، مواليد 1766)
جيمس تورنر (بالإنجليزية: James Turner)‏ هو سياسي أمريكي، ولد في 20 ديسمبر 1766 في مقاطعة ساوثهامبتون في الولايات المتحدة، وتوفي في 15 يناير 1824 في مقاطعة وارين في الولايات المتحدة. نشط حزبياً في الحزب الجمهوري الديمقراطي.

## مناصب
- انتخب عضو مجلس ولاية كارولاينا الشمالية (1801 – 1802).
- انتخب عضو مجلس نواب كارولينا الشمالية (1799 – 1800).
- انتخب حاكم كارولينا الشمالية [الإنجليزية]‏ (6 ديسمبر 1802 – 10 ديسمبر 1805).
- انتخب عضو مجلس الشيوخ الأمريكي عن دائرة كارولاينا الشمالية (4 مارس 1805 – 21 نوفمبر 1816).